# 马耳他国旗

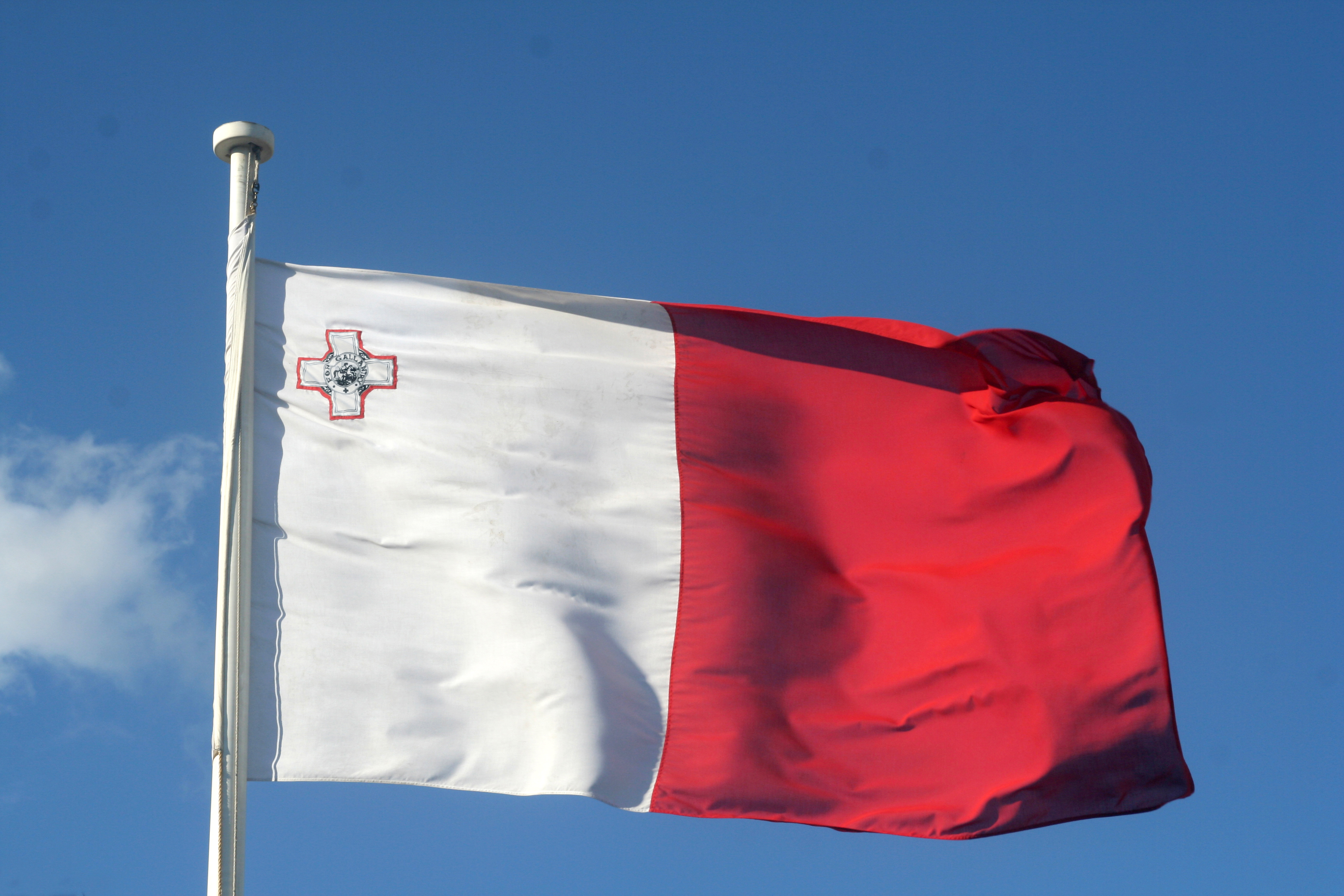
飘扬的马耳他国旗

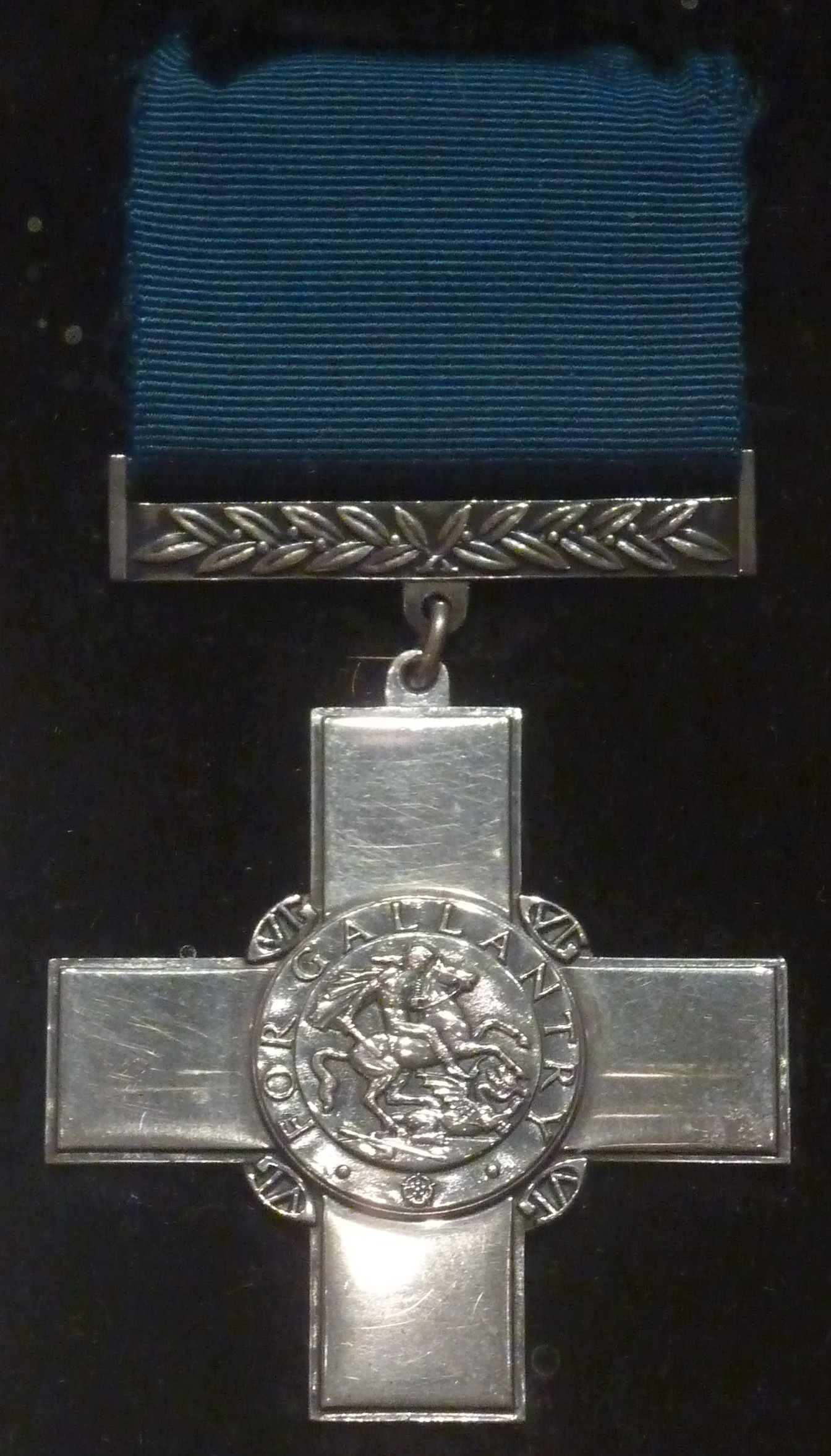
乔治十字勋章，同时也是马耳他国旗左上角的图案。

馬爾他國旗是一面由白、紅兩色直條組成，左上角有英国喬治十字勋章。採用於1964年9月21日。
民船旗為紅地鑲白邊，中為馬爾他十字。

## 国旗含义
白色象征纯洁，红色象征勇士牺牲者的鲜血。至于左上角的乔治十字勋章图案，是因为二战期间马耳他人民勇于抵抗纳粹德国、意大利法西斯的侵略，因此在1942年马耳他人民被英国授予乔治十字勋章。马耳他国旗是全世界唯一绘有外国勋章图案的国旗。

## 歷史旗幟
| 14-18世纪，医院骑士团治下的马耳他的旗帜 |
| 14-18世纪，医院骑士团治下的马耳他的旗帜 |

| 18世纪，法國佔領馬爾他的旗帜 |
| 18世纪，法國佔領馬爾他的旗帜 |

| 19世纪，马耳他保护国官方旗帜 |
| 19世纪，马耳他保护国官方旗帜 |

| 19世纪，马耳他直辖殖民地的旗帜 |
| 19世纪，马耳他直辖殖民地的旗帜 |

| 1875年至1898年，马耳他直辖殖民地 |
| 1875年至1898年，马耳他直辖殖民地 |

| 1898年至1923年，马耳他直辖殖民地 |
| 1898年至1923年，马耳他直辖殖民地 |

| 1923年至1943年，马耳他直辖殖民地 |
| 1923年至1943年，马耳他直辖殖民地 |

| 1943年至1964年，马耳他直辖殖民地 |
| 1943年至1964年，马耳他直辖殖民地 |

| 1943年前，马耳他的非官方旗帜 |
| 1943年前，马耳他的非官方旗帜 |

| 1943年至1964年，马耳他的非官方旗帜 |
| 1943年至1964年，马耳他的非官方旗帜 |

| 1964年至今 |
| 1964年至今 |

1. .   [2017-12-14]. （原始内容存档于2018-12-19）.
2. ↑  .   [2017-12-14]. （原始内容存档于2018-12-19）.